# James Whelan (Bischof)
James Whelan OP (* 8. Juni (ungewiss) 1823 in Scaehan, County Kilkenny, Irland; † 18. Februar 1878 in Zanesville, Ohio, USA) war Bischof von Nashville.

## Leben
James Whelan trat der Ordensgemeinschaft der Dominikaner bei und legte am 29. Juni 1840 die ewige Profess ab. Er empfing am 2. August 1846 das Sakrament der Priesterweihe.
Am 28. Januar 1859 ernannte ihn Papst Pius IX. zum Titularbischof von Marcopolis und bestellte ihn zum Koadjutorbischof von Nashville. Der Erzbischof von Saint Louis, Peter Richard Kenrick, spendete ihm am 8. Mai desselben Jahres die Bischofsweihe; Mitkonsekratoren waren der Apostolische Vikar von Kansas, John Baptiste Miège SJ, und der Bischof von Alton, Henry Damian Juncker. Am 21. Februar 1860 wurde James Whelan in Nachfolge des verstorbenen Richard Pius Miles Bischof von Nashville.
Am 23. September 1863 trat James Whelan als Bischof von Nashville zurück und Papst Pius IX. ernannte ihn am 12. Februar 1864 zum Titularbischof von Diocletianopolis in Palaestina.